# 이동성 (1872년)
이동성(李東成, 1872년 음력 9월 17일 ~ ?)은 대한제국 시기에 일진회 간부로, 일제강점기에 만주 지역에서 활동했던 인물이다.

## 생애
본적지는 평안북도 강계군이다. 1879년부터 1885년까지 가정에서 한문을 수학하다가 1905년 평안북도 위원군의 일진회 회장을 맡으면서 사회 활동을 시작했다. 이듬해에는 일진회의 만주 동변도일대 전권위원이 되는 등 한일 병합 조약의 조속한 체결을 요구하는 일진회의 운동 방향에 따라 활발한 활동을 했다. 곧 일진회 평안북도 지회장에까지 올랐다.
1907년 대한제국 고종의 강제 퇴위 이후 일진회 회원들은 일본의 입김으로 대거 대한제국의 관료로 발탁되었다. 이때 이동성도 자신이 일진회장을 맡았던 위원군의 군수로 임명되었다. 1910년 일진회의 목표대로 한일 병합이 이루어진 뒤에는 해산 분배금으로 100원을 받았다. 흑룡회가 후에 세운 일한합방기념탑에도 이동성의 이름이 합방 공로자로 올라 있다.
이후 평안북도 자성군의 광산사무소에서 근무하다가, 1920년에 만주로 이주했다. 이동성이 만주로 이주한 것은 1919년 3·1 운동으로 항일 세력이 대거 만주에 집결한 상황과 관련이 깊다. 일본 제국은 이러한 움직임에 대응하기 위해 치안 보조 및 여론 조작, 밀정 역할을 맡길 단체로 일진회 출신들이 중심이 된 만주보민회를 설립했는데, 이동성은 이 단체의 퉁화 지부 회장에 임명되었다.
만주보민회에 근무하면서 제우교에서는 포덕사로 일했다. 퉁화보통학교 교장과 퉁화농상조합 조합장도 겸임하는 등 일제의 지원을 업고 이 지역에서 유지 역할을 하였다. 당시 보도에 따르면 이동성은 “일본 영사관의 수족”이 되어 “독립군의 사업이라면 기어이 방해하기로 업을 삼았다”고 전해진다. 1922년에는 일본영사관이 재만 조선인 회유를 위해 지역 유력자들로 구성하여 경비를 전액 지원한 조선시찰단의 단장에 임명되기도 했다.
만주보민회는 역할을 다하고 1924년 해체되었다. 이동성은 해산분배금 450원을 수령하고, 계속해서 퉁화에 머물면서 퉁화 조선인 민회 회장으로 일제의 조선인 통제에 협조했다. 1928년에 선민부(鮮民府)를 조직하고 1929년에는 선민부의 후신인 한교동향회(韓僑同鄕會) 회장이 되었는데, 모두 일본으로부터 활동비와 무기를 지급받는 밀정단체였다.
이동성은 이들 단체의 책임자로서 항일 운동을 방해하는 전단을 만들고 만주 전역에 살포하는 일을 지휘했다. 이에 조선총독부는 그가 노령임에도 위험을 생각하지 않으며 침식까지 잊고 매진하여 항일세력 탄압에 큰 효과를 얻었다고 공을 인정한 바 있다. 반면 항일운동 세력은 선민부와 한교동향회가 "야수적 행동"으로 암살, 체포, 학살, 약탈 행위를 자행했다고 기록했다. 이들은 왜경의 아성인 "선민부의 주구 수괴" 이동성을 반드시 살해해야 할 자로 선언했다.
1930년대까지 퉁화에서 지역 유지로 활동하면서, 만주국 성립 후에는 동변도특별공작대에도 참가하여 선무 공작 및 밀정 활동을 계속하였다. 1934년 만주국 정부로부터 건국공로장을 받았다.

## 사후
2007년 대한민국 친일반민족행위진상규명위원회가 발표한 친일반민족행위 195인 명단에 선정되었다. 2008년 공개된 민족문제연구소의 친일인명사전 수록예정자 명단에도 들어 있다.

## 같이 보기
- 일진회
- 만주보민회
- 제우교
- 한교동향회

## 참고자료
- 친일반민족행위진상규명위원회 (2007년 12월). 〈이동성〉 (PDF). 《2007년도 조사보고서 II - 친일반민족행위결정이유서》. 서울. 2196~2211쪽쪽. 발간등록번호 11-1560010-0000002-10. [깨진 링크(과거 내용 찾기)]